# خانه آقای عبدالله بی‌حساب
خانهٔ اّقای عبدالله بی‌حساب در شهرستان فومن، شهرک ماسوله واقع شده‌است. این اثر در تاریخ ۲۵ اسفند ۱۳۸۰ با شمارهٔ ثبت ۵۳۶۲ به‌عنوان یکی از آثار ملی ایران به ثبت رسیده‌است.